# Stephan Borrmann

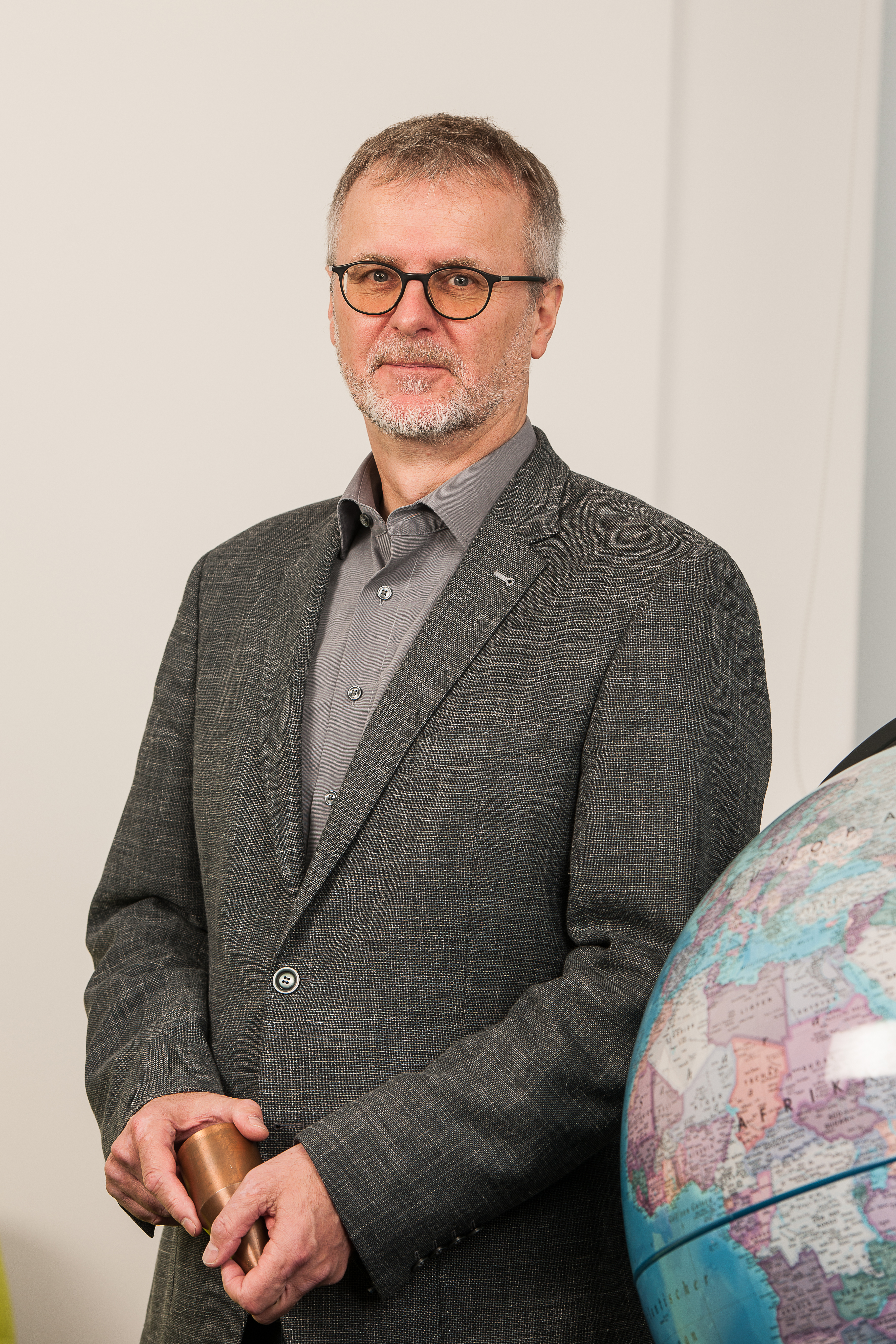
Stephan Borrmann

Stephan Borrmann (* 18. Januar 1959 in Mainz) ist ein deutscher Atmosphärenphysiker und Meteorologe. Ab 2000 war er bis zu seinem Eintritt in den Ruhestand am 1. April 2025 als Professor am Institut für Physik der Atmosphäre (IPA) der Johannes Gutenberg-Universität Mainz (JGU). Seit 2001 war zudem als Direktor im Nebenamt am Max-Planck-Institut für Chemie (MPIC) in Mainz, an dem er derzeit er weiterhin im Emeritus-Status tätig ist.

## Biographie
Von 1977 bis 1984 studierte er Physik und Biologie an der Johannes Gutenberg-Universität Mainz.
Nach seinem Studienabschluss als Diplom-Physiker verbrachte er zwei Jahre als Adjunct Research Instructor an der Naval Postgraduate School in Monterey, Kalifornien, USA. Im Jahr 1991 schloss er seine Promotion im Fach Physik an der JGU ab mit Schwerpunkt in Experimenteller Meteorologie. Im Anschluss arbeitete Borrmann von 1991 bis 1993 als Postdoctoral Fellow des Advanced Study Program der University Corporation of Atmospheric Research am National Center for Atmospheric Research (NCAR) in Boulder (Colorado, USA). Danach begann er am IPA der JGU Forschungs- und Lehrtätigkeiten für seine Habilitation. 
Von 1998 bis 2000 war Borrmann Leiter der Forschungsgruppe für Aerosole des Instituts für Chemie und Dynamik der Geosphäre am Forschungszentrum Jülich GmbH. Während dieser Zeit schloss er seine Habilitation in Meteorologie am IPA ab. Im Jahr 2000 wurde Stephan Borrmann als Professor (C4) für „Experimentelle und Beobachtende Meteorologie“ an den Fachbereich Physik der Johannes Gutenberg-Universität in Mainz berufen. In 2001 wurde er außerdem zum nebenamtlichen Direktor am Mainzer Max-Planck-Institut für Chemie ernannt und wissenschaftliches Mitglied der Max-Planck-Gesellschaft. Bis zu seiner Pensionierung leitete er die Abteilung für Wolkenphysik und Chemie, die im Rahmen einer gemeinsamen Berufung an der JGU und am MPIC etabliert wurde. Im Jahr 2005 wurde sie auf fünf Arbeitsgruppen erweitert und in Abteilung für Partikelchemie umbenannt.
2004 erhielt Stephan Borrmann den Akademiepreis des Landes Rheinland-Pfalz als Auszeichnung für vorbildhafte Leistungen in Lehre und Forschung.; 
2012 erhielt Borrmann einen mit 2,75 Millionen Euro dotierten ERC Advanced Grant des European Research Council (ERC).
Mit dem Beginn seiner Pensionierung wurde er als Privatgelehrter freiberuflich aktiv und betreibt das „Lernlabor Borrmann“ für individuelle Förderung von Schülerinnen und Schüler in MINT-Fächern und für Erwachsenenbildung.

## Forschung
Die Forschungsaktivitäten der Abteilung Partikelchemie des Max-Planck-Instituts für Chemie dienen der Untersuchung physikalischer und chemischer Vorgänge in Wolken und Aerosolen. Ein besonderer Schwerpunkt sind hierbei die Eiswolken in der Grenzregion zwischen Troposphäre und Stratosphäre, sowie die Polaren Stratosphärenwolken, die am Ozonabbau wesentlich beteiligt sind. Zur Anwendung kommen Flugzeug getragene Messtechniken, bei denen einzelne Aerosol- oder Wolkenteilchen thermisch oder mit einem intensiven Laserblitz verdampft werden, um die entstehende Ionenwolke massenspektrometrisch hinsichtlich ihrer chemischen Zusammensetzung zu analysieren. Diese und eine Vielfalt anderer Methoden werden zudem bodengebunden auf Schiffen, Bergstationen und in einem mobilen Labor eingesetzt, um die Chemie der Partikel von Emissionen einzelner Quellen (wie etwa Schiffen, Stahlwerken, Abfallverbrennung, Industrieanlagen) sowie in urbaner Luftverschmutzung und Smog zu charakterisieren. Auch werden mit Hilfe von NanoSIMS-Technologie einzelne Partikel des Meteoritenstaubs und Kometenmaterial chemisch analysiert, um Aufschluss über die Vorgänge bei der Entstehung des Sonnensystems zu erhalten. Im weltweit einmaligen Vertikalwindkanallabor werden physikalische und chemische Untersuchungen an Wolken- und Regentropfen, Eisteilchen, Schneeflocken, Graupel und Hagel durchgeführt. Diese dienen dem grundsätzlichen Verständnis von Wolkenprozessen (z. B. des Bereifens und der Hagelbildung) und dessen Implementierung in Modelle für Niederschlagsprognose, Wettervorhersage und Klima.